# Хатимогуллары, Тюлай
Тюлай Хатимогуллары Оруч (тур. Tülay Hatimoğulları Oruç; род. 1977, Самандаг, Хатай) — турецкая активистка языковых прав и политический деятель. Сопредседатель (вместе с Тунджером Бакырханом) прокурдской Народной партии равенства и демократии (DEM) с 2023 года. Член Великого национального собрания Турции с 2018 года.

## Биография
Родилась в 1977 году в Антакье в иле Хатай в семье арабов-алевитов.
Окончила факультет экономики Анатолийского университета в Эскишехире.
Говорит на арабском и турецких языках.
Проводила различные мероприятия по возрождению арабских культуры и языка на территории Турции. В 1995 году стала одной из основателей «Мастерской современного искусства», которая также занимается музыкальными и театральными постановками. В 2015 году приняла участие в создании и управлении Институтом исследований арабских народов Ближнего Востока.

## Политическая деятельность
Стала приверженкой социализма ещё в старшей школе.
Участвовала в феминистских движениях, включая создание Женской академии AMARGİ (2000).
Сотрудничала с Турецкой ассамблеей мира — гражданской инициативой, занимающейся поиском решения курдского вопроса. Называет курдскую и палестинскую «проблемы» двумя важнейшими в регионе, которые может потенциально решить демократический конфедерализм.
Состояла в Народно-демократическом конгрессе (HDK), основанном в Анкаре в 2011 году.
Участвовавала в создании Партии социалистической перестройки (SYKP, Sosyalist Yeniden Kuruluş Partisi) в 2013 году, вошла в состав центрального исполнительного совета этой партии, которая является составной частью Народно-демократической партии, и занимал пост сопредседателя SYKP в период с 2016 по 2018 год.
В 2016 году избрана сопредседателем (вместе с Ахметом Кая) Партии социалистической перестройки (Партии социалистического возрождения), входящей в состав прокурдской Демократической партии народов.
По результатам парламентских выборов 24 июня 2018 года избрана от ила Адана от Демократической партии народов членом Великого национального собрания Турции XXVII созыва. Была членом Комитета по международным делам. Будучи сопредседателем Комиссии по религии и вере этой партии, она отстаивала защиту культурных прав меньшинств в Турции в соответствии с Лозаннским договором 1923 года.
В марте 2021 года, по инициативе Реджепа Эрдогана, генеральный прокурор при Верховном апелляционном суде Бекир Шахин обратился в Конституционный суд с ходатайством о запрете Демократической партии народов. В июне Конституционный суд принял единогласное решение о запрете Демократической партии народов. Шахин также требовал пятилетнего запрета на политическую деятельность для 687 связанных с партией политиков, включая Хатимогуллары.

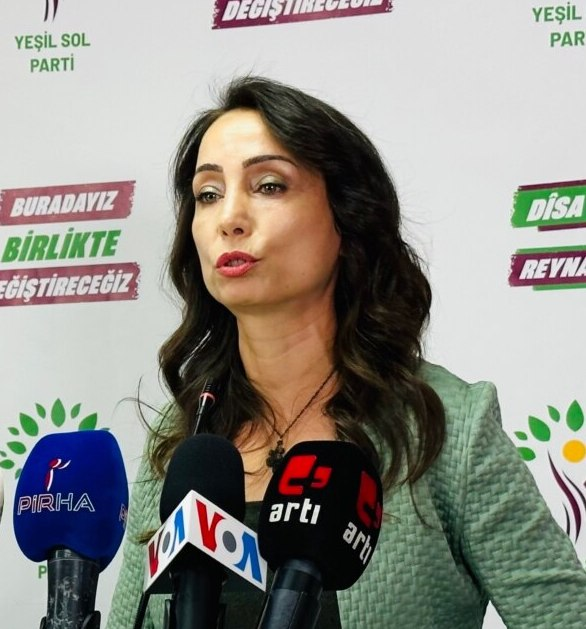
Тюлай Хатимогуллары в 2023 году

На парламентских выборах 14 мая 2023 года из-за угрозы запрета Демократической партии народов её кандидаты баллотировались по спискам Зелёной левой партии (YSP).
По результатам выборов Тюлай Хатимогуллары переизбрана от ила Адана членом Великого национального собрания Турции XXVIII созыва от «Альянса труда и свободы», в который входит Зелёная левая партия.
На съезде 15 октября 2023 года Зелёная левая партия сменила название на Народную партию равенства и демократии (DEM), более созвучное с Демократической партией народов. Тюлай Хатимогуллары избрана сопредседателем (вместе с Тунджером Бакырханом).
По результатам местных выборов 31 марта 2024 года Народная партия равенства и демократии получила контроль над 10 илами на юго-востоке с преимущественно курдским населением.

## Личная жизнь
Замужем за Талатом Оручем (Talat Oruç).